# Could Have Been Me
Could Have Been Me è un singolo della rock band inglese The Struts. È il primo singolo tratto dal loro album di debutto Everybody Wants. Pubblicato nel Regno Unito nel 2013, il singolo inizia ad incassare fra il 2016 e il 2017 grazie alla pubblicazione negli Stati Uniti. È stato scritto da Rick Parkhouse, Adam Slack, Luke Spiller, George Tizzard e Josh Wilkinson e prodotto da Red Triangle.

## Videoclip
Il secondo videoclip è uscito il 22 agosto 2015.

## Formazione
- Luke Spiller: voce
- Adam Slack: chitarra
- Jed Elliot: basso
- Gethin Davies: batteria

## Classifiche settimanali
| Classifiche settimanali (2015)   | Massima posizione |
| -------------------------------- | ----------------- |
| US Hot Rock Songs (Billboard)    | 15                |
| US Rock Airplay (Billboard)      | 4                 |
| US Alternative Songs (Billboard) | 5                 |
| US Mainstream Rock (Billboard)   | 12                |